# آیفول
آیفول (انگلیسی: Aiful) شرکت خدمات مالی ژاپنی است، که در سال ۱۹۶۷ تأسیس شد.